# Seznam zavěšených mostů s největším rozpětím
Toto je seznam zavěšených mostů s největším rozpětím hlavního pole.
| Pořadí | Název                            | Rozpětí (m) | Rok otevření | Místo               | Obrázek |
| ------ | -------------------------------- | ----------- | ------------ | ------------------- | ------- |
| 1.     | Ruský most                       | 1104        | 2012         | Vladivostok Rusko   |         |
| 2.     | Su-tchung                        | 1088        | 2008         | Nan-tchung Čína     |         |
| 3.     | Stonecutters                     | 1018        | 2009         | Hongkong            |         |
| 4.     | E'dong                           | 926         | 2011         | Chuang-š' Čína      |         |
| 5.     | Tatara                           | 890         | 1999         | Hirošima Japonsko   |         |
| 6.     | Normandský most                  | 856         | 1995         | Le Havre Francie    |         |
| 7.     | Jiujiang Fuyin Expressway Bridge | 818         | 2013         | Ťiou-ťiang Čína     |         |
| 8.     | Jingyue                          | 816         | 2010         | Ťing-čou Čína       |         |
| 9.     | Incheon                          | 800         | 2009         | Inčchon Jižní Korea |         |
| 10.    | Xiamen Zhangzhou                 | 780         | 2013         | Čang-čou Čína       |         |
| 11.    | Zlatý most                       | 737         | 2011         | Vladivostok Rusko   |         |
| 12.    | Shanghai Yangtze River Bridge    | 730         | 2009         | Šanghaj Čína        |         |
| 13.    | Minpu                            | 708         | 2009         | Šanghaj Čína        |         |
| 14.    | Xiangshan Harbor Bridge          | 688         | 2012         | Ning-po Čína        |         |
| 15.    | Langqi Min River Bridge          | 680         | 2013         | Fu-čou Čína         |         |